# Swan (Iowa)
Swan es una ciudad ubicada en el condado de Marion en el estado estadounidense de Iowa. En el Censo de 2010 tenía una población de 72 habitantes y una densidad poblacional de 43,23 personas por km².

## Geografía
Swan se encuentra ubicada en las coordenadas 41°28′3″N 93°18′34″O / 41.46750, -93.30944. Según la Oficina del Censo de los Estados Unidos, Swan tiene una superficie total de 1.67 km², de la cual 1.67 km² corresponden a tierra firme y (0%) 0 km² es agua.

## Demografía
Según el censo de 2010, había 72 personas residiendo en Swan. La densidad de población era de 43,23 hab./km². De los 72 habitantes, Swan estaba compuesto por el 93.06% blancos, el 4.17% eran afroamericanos, el 0% eran amerindios, el 0% eran asiáticos, el 0% eran isleños del Pacífico, el 1.39% eran de otras razas y el 1.39% pertenecían a dos o más razas. Del total de la población el 4.17% eran hispanos o latinos de cualquier raza.